# Artur Andrus
Artur Józef Andrus (ur. 27 grudnia 1971 w Lesku) – polski dziennikarz i prezenter telewizyjny i radiowy, aktor, pisarz, poeta, autor tekstów piosenek, piosenkarz, artysta kabaretowy i konferansjer.
W latach 1994–2017 dziennikarz Programu Trzeciego Polskiego Radia, od 2018 RMF Classic. W latach 2005–2023 komentator Szkła kontaktowego w TVN24. Mistrz Mowy Polskiej (2010).

## Życiorys

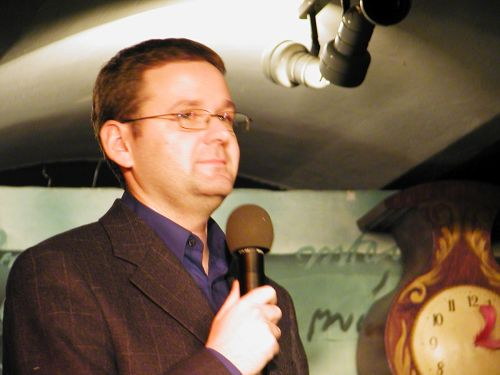
Andrus w łódzkiej „Przechowalni”

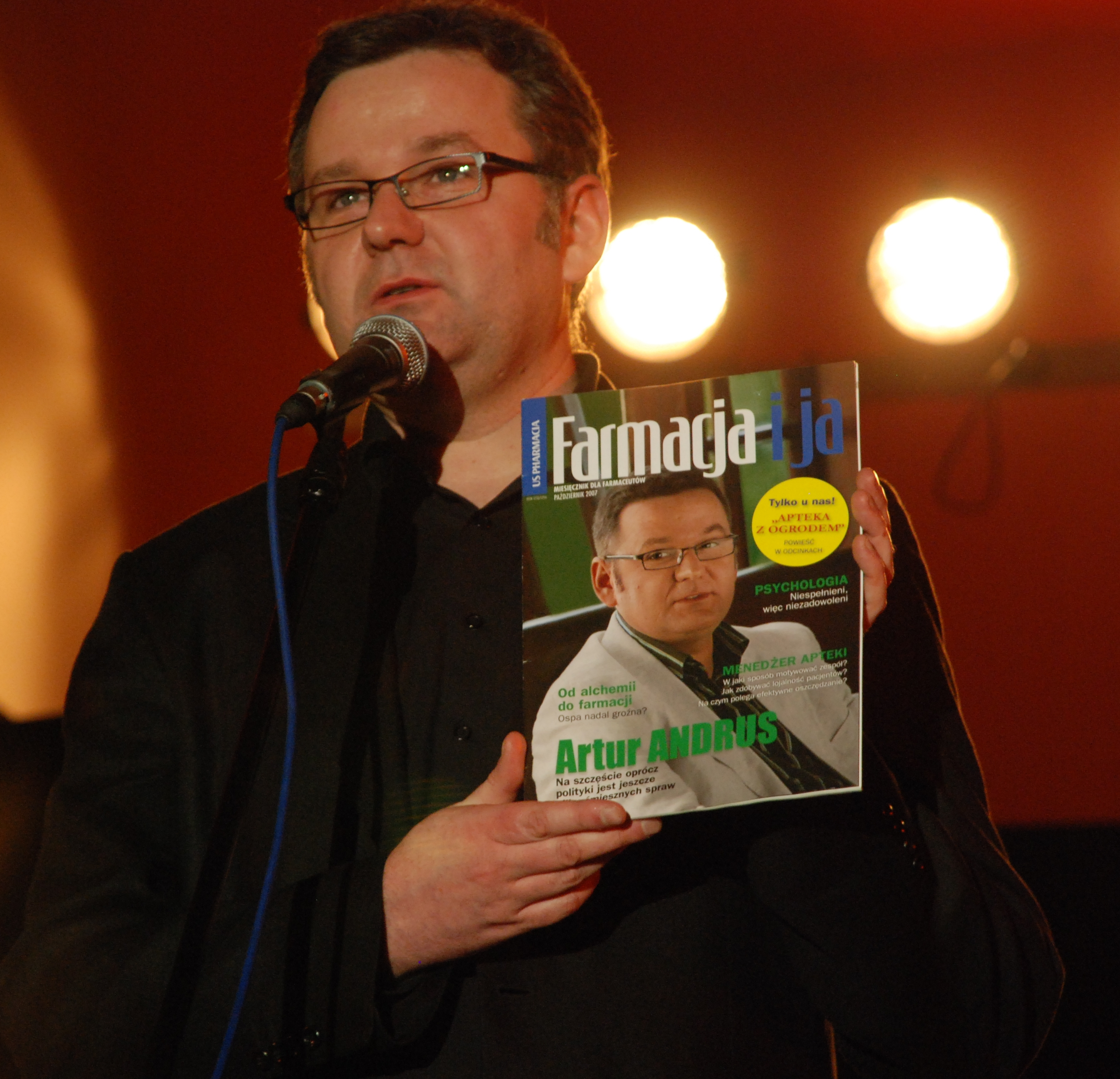
Andrus na Festiwalu Kabaretu 2007 w Zielonej Górze

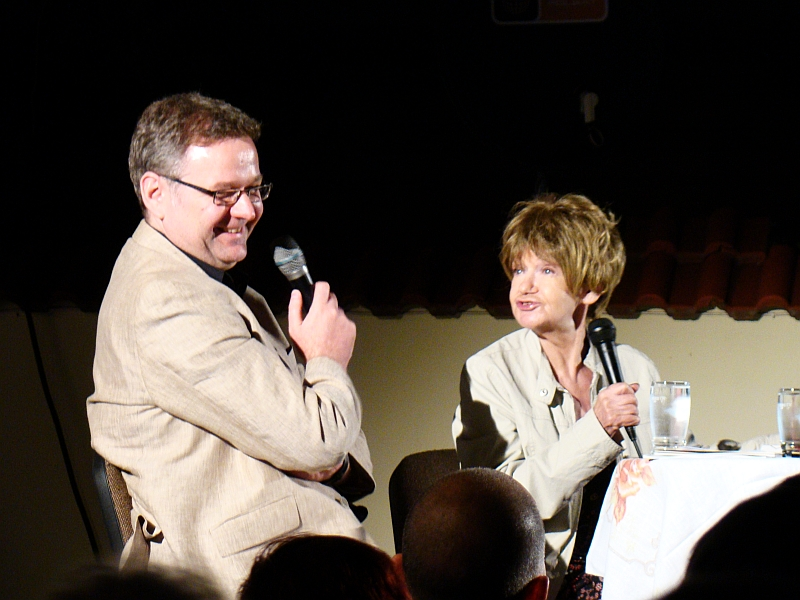
Artur Andrus i Maria Czubaszek w Sanoku (2011)

Syn Józefa i Stefanii. Wychowywał się w Solinie. Uczęszczał do szkół podstawowych w okolicznym Zabrodziu, Bóbrce, ostatecznie ukończył naukę w Szkole Podstawowej nr 1 w Sanoku (mieszkał na dzielnicy Błonie). Był harcerzem Hufca ZHP w Sanoku, zastępcą redaktora naczelnego pisma „Harcerz Sanocki Mały. Harcerskie Pismo Młodych” i redaktorem naczelnym kwartalnika „Harcerz Sanocki”. Uczęszczał do II Liceum Ogólnokształcącego im. Marii Skłodowskiej-Curie w Sanoku, w którym zdał egzamin dojrzałości w 1990. W okresie nauki licealnej prowadził audycję Kącik wesołej piosenki w szkolnym radiowęźle i akademie szkolne. Ukończył studia dziennikarstwa na Uniwersytecie Warszawskim.
Pierwsze kroki w sferze radiowej stawiał w Rozgłośni Harcerskiej. Równolegle prowadził w Radiu Rzeszów audycję kabaretową pt. Pół godzinki przepuklinki, czyli Radiowa Klinika Radości. Następnie przez rok pracował w Programie IV Polskiego Radia, gdzie prowadził audycję Rum tum tum tra la bum, czyli archiwum pieśni bardzo rozrywkowej oraz Ludzie radosnej piosenki. Zajmował się też występami scenicznymi i podczas jednego z festiwali został dostrzeżony przez Andrzeja Zakrzewskiego, szefa Redakcji Rozrywki w Programie Trzecim Polskiego Radia, gdzie został zatrudniony w lipcu 1994. Na antenie Trójki współredagował oraz prowadził programy Powtórka z rozrywki oraz Akademia rozrywki. Gospodarz kabaretowych spotkań w warszawskiej Piwnicy pod Harendą i łódzkiej „Przechowalni”, promotor wielu młodych kabaretów i zjawisk okołokabaretowych. Na jego cześć nazwano postać posterunkowego w sztuce Trąbka dla gubernatora kabaretu Potem.
W latach 90. organizował w Sanoku cykliczne występy kabaretowe pod nazwą Goście Artura Andrusa. Został członkiem warszawskiego Koła Towarzystwa Przyjaciół Sanoka i Ziemi Sanockiej.
W 2003 razem z Andrzejem Poniedzielskim pisał dialogi i występował w drugoplanowej roli portiera w odc. 1–11 serialu Sprawa na dziś. W 2005 został komentatorem programu publicystyczno-satyrycznego Szkło kontaktowe na TVN24. W 2007 w TV Puls prowadził teleturniej Tylko ty. Poprowadził i użyczył komentarza w programie dokumentalnym Socjalistyczna Filmoteka Powiatowa, którego tematem były filmy Wytwórni Filmów Oświatowych. To produkcja TVN i WFO dla Discovery Historia z 2008 roku. Wcielał się w postać Dziadka w serialu kabaretowym TVP2 Rodzina Trendych oraz w postać Jonathana Owensa w serialu kabaretowym Spadkobiercy.
Autor książki-zbioru piosenek i wierszy pt. Popisuchy, wydanej przez łódzkie wydawnictwo Piątek Trzynastego w grudniu 2004. Natomiast w 2008 tygodnik Polityka wydał Kolekcję polskich kabaretów złożoną z 15 płyt DVD z nagraniami polskich kabaretów wybranych i opatrzonych komentarzem Artura Andrusa. W 2013 podczas 50. Krajowego Festiwalu Piosenki Polskiej w Opolu poprowadził wraz z Katarzyną Kwiatkowską koncert Super Premiery. W 2015 został prezenterem cyklu Z Andrusem po Galicji, emitowanego w TVP Rozrywka, TVP Historia, TVP Polonia oraz TVP3.
W październiku 2017 nie otrzymał zgody zarządu Polskiego Radia na współpracę ze Szkłem kontaktowym TVN24 i zrezygnował z pracy w radiowej Trójce. 1 lipca 2018 rozpoczął współpracę z RMF Classic, debiutując w audycji Wakacje z Andrusem, a następnie został gospodarzem programu NieDoMówienia, czyli rozmowy niezobowiązujące Artura Andrusa. W 2021 na antenie Radia Nowy Świat pojawiło się 10 odcinków powieści A koń w galopie nie śpiewa autorstwa Andrusa i Wojciecha Zimińskiego. 18 czerwca 2023 zrezygnował z bycia komentatorem programu publicystyczno-satyrycznego Szkło kontaktowe na TVN24. W czerwcu tego samego roku został jednym ze współprowadzących wakacyjnej audycji satyryczno-rozrywkowej Dom Wypoczynkowy Czarna Helena, nadawanej na antenie internetowego Radia 357.

## Publikacje
- 2004: Popisuchy; Wydawnictwo: Piątek Trzynastego, ISBN 83-7415-047-5.
- 2011: Każdy szczyt ma swój Czubaszek; Wydawnictwo: Prószyński i S-ka, ISBN 978-83-7648-950-6 (wraz z Marią Czubaszek)
- 2012: Blog osławiony między niewiastami; Wydawnictwo: Prószyński i S-ka, ISBN 978-83-7839-138-8.
- 2012: Bzdurki, czyli Bajki dla dzieci i innych; Wydawnictwo ZIELONA SOWA, ISBN 978-83-265-0451-8.
- 2013: Boks na ptaku, czyli każdy szczyt ma swój Czubaszek i Karolak; Wydawnictwo: Prószyński i S-ka, ISBN 978-83-7839-625-3 (wraz z Marią Czubaszek i Wojciechem Karolakiem)
- 2014: Vietato fumare, czyli reszta z bloga i coś jeszcze; Wydawnictwo: Prószyński i S-ka, ISBN 978-83-7839-775-5.
- 2017: Czytanie jest super (autor polskiego tekstu); Wydawnictwo ESTERI, ISBN 978-83-65625-42-7.
- 2018: Bzdurki, czyli bajki dla dzieci(i)innych; Wydawnictwo Nasza Księgarnia, ISBN 978-83-10-13365-6.
- 2021: Antylopa z Podbeskidzia; Wydawnictwo Nasza Księgarnia, ISBN 978-83-10-13418-9.[26]
- 2022: A koń w galopie nie śpiewa; Prószyński i S-ka, ISBN 978-83-8234-393-9 (wraz z Wojciechem Zimińskim).

## Dyskografia
Albumy studyjne
| 2005                           | Łódzka - Data: 2 grudnia 2005 - Wydawca: Wyższa Szkoła Promocji/EMI      | – |                           |
| 2012                           | Myśliwiecka - Data: 5 marca 2012 - Wydawca: Mystic Production            | 1 | - POL: 2× platynowa płyta |
| 2015                           | Cyniczne córy Zurychu - Data: 18 marca 2015 - Wydawca: Mystic Production | 2 | - POL: platynowa płyta    |
| 2018                           | Sokratesa 18 - Data: 20 kwietnia 2018 - Wydawca: Mystic Production       | 7 | - POL: złota płyta        |
| „–” pozycja nie była notowana. |                                                                          |   |                           |

Albumy koncertowe
| Rok  | Tytuł                                                                              | Pozycja na liście |
| Rok  | Tytuł                                                                              | POL               |
| ---- | ---------------------------------------------------------------------------------- | ----------------- |
| 2013 | Piłem w Spale... I co dalej? - Data: 15 kwietnia 2013 - Wydawca: Mystic Production | 5                 |

Notowane utwory
| Rok  | Tytuł                                             | Pozycja na liście | Album                 |
| Rok  | Tytuł                                             | LP3               | Album                 |
| ---- | ------------------------------------------------- | ----------------- | --------------------- |
| 2009 | Cieszyńska                                        | 3                 | Świat według Nohavicy |
| 2010 | Ballada o Baronie, Niedźwiedziu i Czarnej Helenie | 1                 | Myśliwiecka           |
| 2011 | Wróci wiosna, baronowo                            | 22                |                       |
| 2011 | Czarna Helena po roku                             | 7                 | Myśliwiecka           |
| 2012 | Piłem w Spale, spałem w Pile                      | 1                 | Myśliwiecka           |
| 2012 | Glanki i pacyfki                                  | 1                 | Myśliwiecka           |
| 2012 | Królowa nadbałtyckich raf                         | 4                 | Myśliwiecka           |
| 2014 | Cyniczne córy Zurychu                             | 2                 | Cyniczne córy Zurychu |
| 2015 | Baba na psy                                       | 2                 | Cyniczne córy Zurychu |
| 2015 | Nazywali go marynarz – szanta narciarska          | 3                 | Cyniczne córy Zurychu |
| 2018 | Od Jokohamy do Fujisawy                           | 1                 | Sokratesa 18          |
| 2018 | Ciocia w gablocie                                 | 4                 | Sokratesa 18          |
| 2018 | Stargard in the Night                             | 6                 | Sokratesa 18          |

## Nagrody i wyróżnienia
| Rok  | Kategoria                    | Tytułem                                  | Nagroda               | Nota      | Źródło |
| ---- | ---------------------------- | ---------------------------------------- | --------------------- | --------- | ------ |
| 2008 | Album roku piosenka poetycka | Przechowalnia 3                          | Fryderyki 2008        | Nominacja | [ 37 ] |
| 2010 | Tytuł Mistrza Mowy Polskiej  | Artur Andrus                             | Mistrz Mowy Polskiej  | Laur      | [ 38 ] |
| 2011 | Akumulator                   | Artur Andrus Akademia rozrywki           | MediaTory             | Nominacja | [ 39 ] |
| 2012 | Kultura i sztuka             | Twórczość artystyczna w zakresie muzyki  | Nagroda Miasta Sanoka | Laur      | [ 40 ] |
| 2013 | Artysta roku                 | Artur Andrus                             | Fryderyki 2013        | Nominacja | [ 41 ] |
| 2013 | Superalbum                   | Myśliwiecka                              | Superjedynki          | Nominacja | [ 42 ] |
| 2013 | SuperArtysta                 | Artur Andrus                             | Superjedynki          | Nominacja | [ 42 ] |
| 2015 | Muzyka polska                | Cyniczne córy Zurychu                    | Bestsellery Empiku    | Nominacja | [ 43 ] |
| 2016 | Teledysk roku                | Nazywali go marynarz – szanta narciarska | Fryderyki 2016        | Nominacja | [ 44 ] |

## Filmografia[45]
- 1999: Dr Jekyll i Mr Hyde według Wytwórni A’Yoy – konferansjer w kabarecie Biedronka
- 2003: Sprawa na dziś – portier Artur (odc. 1–11)
- 2007: Zamknięci w celuloidzie – wystąpił w roli samego siebie
- 2008: Niania – policjant (odc. 112 Ślub)
- 2008–2015: Spadkobiercy – Jonathan Owens

## Ordery i odznaczenia
- Brązowy Medal „Zasłużony Kulturze Gloria Artis” (2015)[46][47]
- Złoty Krzyż Zasługi (2011)[48][49]
- Srebrny Krzyż Zasługi (2005)[50]
- Złota Odznaka „Zasłużony dla Hufca ZHP Ziemi Sanockiej” (2016, za wspieranie pracy harcerskiej)[51]